# Polycystidae
Polycystidae är en familj av plattmaskar. Polycystidae ingår i ordningen Neorhabdocoela, klassen virvelmaskar, fylumet plattmaskar och riket djur. Enligt Catalogue of Life omfattar familjen Polycystidae 2 arter. 
Kladogram enligt Catalogue of Life:
| Polycystidae | \| \| Microrhynchus \| \| \| \| \| \| Opistocystis \| \| \| \| |
|              | \| \| Microrhynchus \| \| \| \| \| \| Opistocystis \| \| \| \| |
|              | Dalyelliidae                                                   |
|              |                                                                |
|              | Fecampiidae                                                    |
|              |                                                                |
|              | Graffillidae                                                   |
|              |                                                                |
|              | Provorticidae                                                  |
|              |                                                                |
|              | Pterastericolidae                                              |
|              |                                                                |
|              | Typhloplanidae                                                 |
|              |                                                                |
|              | Umagillidae                                                    |
|              |                                                                |
|              | Microrhynchus                                                  |
|              |                                                                |
|              | Opistocystis                                                   |
|              |                                                                |

|  | Microrhynchus |
|  |               |
|  | Opistocystis  |
|  |               |